# Les Avantages de voyager en train
Pour plus de détails, voir Fiche technique et Distribution.
Les Avantages de voyager en train (titre original : Ventajas de viajar en tren) est un film espagnol réalisé par Aritz Moreno, sorti en 2019.

## Synopsis
Dans le train, Helga rencontre l'un des psychiatres qui s'occupent de son mari, qu'elle a du faire interner.

## Fiche technique
- Titre : Les Avantages de voyager en train
- Titre original : Ventajas de viajar en tren
- Réalisation : Aritz Moreno
- Scénario : Javier Gullón d'après le roman Antonio Orejudo Utrilla
- Photographie : Javier Agirre
- Montage : Raúl López
- Musique : Cristobal Tapia de Veer
- Producteurs : Leire Apellaniz, Merry Colomer et Juan Gordon
- Société de production : Morena Films, Logical Pictures, Euskal Irrati Telebista, Movistar+, Señor & Señora et Ventajas de Viajar en Tren
- Pays d'origine :  Espagne |  France
- Langue : Espagnol, Français, Anglais, Russe
- Genre : Comédie noire et thriller
- Durée : 106 minutes
- Dates de sortie : 
  - Espagne : 8 novembre 2019

## Distribution
- Luis Tosar : Martín Urales de àšbeda
- Pilar Castro : Helga Pato
- Ernesto Alterio : Ángel Sanagustín
- Quim Gutiérrez : Emilio
- Belén Cuesta : Amelia Urales de àšbeda
- Macarena García : Rosa
- Javier Godino : Cristóbal de la Hoz
- Javier Botet : Gárate
- Stéphanie Magnin Vella : Dr. Linares
- Gilbert Melki : Leandro Cabrera

## Distinctions

### Récompense
- Prix Feroz 2020 : meilleure comédie[1]
- Grindhouse Paradise 2021 : Prix du public[2]

### Nominations
- Goyas 2020 : le film a été nommé pour 4 prix Goya (meilleur scénario adapté, meilleur nouveau réalisateur, meilleure direction artistique et meilleurs maquillages et coiffures)[3].